# Wieniec (czasopismo)
Wieniec – czasopismo społeczno-polityczne w Galicji z przełomu XIX i XX w.
Tytuł powstał w Krakowie w 1862 roku i początkowo ukazywał się w formie tygodnika. W 1875 roku został zakupiony przez ks. Stanisława Stojałowskiego razem z „Pszczółką”, które od tego momentu stały się dwutygodnikami (jedno pismo ukazywało się w jednym tygodniu, drugie tydzień później i tak kolejno; chodziło o to, że w świetle prawa dwutygodniki nie musiały opłacać bardzo wysokiej kaucji). Na winiecie obu tytułów widniało hasło Zygmunta Krasińskiego Z polską szlachtą – polski lud. W 1911 roku tytuł został przekazany Stronnictwu Demokratyczno-Narodowemu.
Redakcja mieściła się we Lwowie a później w Cieszynie, Wiedniu, Bielsku (Bielsku-Białej). Od 1900 roku pod wspólną nazwą „Wieniec-Pszczółka”.